# Sessão do Conselho de Estado
Sessão do Conselho de Estado é uma obra de arte do gênero pintura histórica feita por Georgina de Albuquerque em 1922. Retrata a sessão de 2 de setembro de 1822 do Conselho de Estado do Brasil, que precedeu a declaração da independência do Brasil. A obra faz parte da coleção em exposição do Museu Histórico Nacional do Brasil, na cidade do Rio de Janeiro.
O quadro é relevante por dois motivos. É uma pintura academicista realizada por uma mulher no Brasil, quando à época esse tipo de pintura era predominantemente feito por homens. Igualmente apresenta perspectiva de gênero sobre a Independência do Brasil, na medida em que destaca a participação da então princesa Maria Leopoldina no processo político da ruptura colonial de 1822.
A obra rendeu a Albuquerque o prêmio da Exposição de Arte Contemporânea e Arte Retrospectiva do Centenário da Independência, um concurso realizado no centenário da independência brasileira. O objetivo do concurso foi selecionar as pinturas que melhor representassem acontecimentos históricos ligados à independência do Brasil. O prêmio foi a compra do quadro pelo governo federal, para ser integrado ao acervo da Escola Nacional de Belas Artes. O quadro foi doado pela escola ao Museu Histórico Nacional.

## Descrição
A pintura de Georgina de Albuquerque foi produzida com tinta a óleo. Suas medidas são: 210 centímetros de altura e 265 centímetros de largura. As cores predominantes são laranja, rosa e amarelo. Foi ressaltado que, no quadro, há "vida" e "movimento". Ao fundo, há uma luz direta, proveniente de uma janela, possivelmente abrindo para um parque; essa luz contribui para que a tonalidade da pintura seja "quente" e "agradável". As pinceladas são fortes e pouco definidas.
O objeto central no quadro é uma mesa de tampo retangular. Trata-se de um objeto trabalhado, com três hastes esculpidas e pés arredondados. Há, além da mesa, cadeiras e um console, sobre o qual há um candelabro e um relógio que indica 11 horas.
O foco da tela é Maria Leopoldina, em reunião com o Conselho dos Procuradores Gerais das Províncias do Brasil, no Paço Imperial, no Rio de Janeiro. Ela está de perfil, sentada numa cadeira cujo tecido tem motivos florais, no canto esquerdo da tela. Apoia o braço esquerdo sobre a mesa, segurando folhas de papel, e o outro está sobre o da cadeira. As folhas que a princesa segura são ordens para que Dom Pedro retornasse a Portugal. Na cena, a princesa é retratada como "articuladora política":
O modo com que faz [o retrato de Maria Leopoldina] também deve ser destacado: ela não está ao centro, com uma espada, e tendo abaixo os homens (ou o povo, se se quiser), tal qual aparecia nas pinturas alegóricas ou naquelas em que o herói era um homem. Essa heroína é serena (contrariando a noção da mulher como um ser sem controle sobre suas paixões); não se coloca acima dos homens (mas eles lhe rendem homenagem, ainda que estejam mais altos); não faz a guerra, mas a articula; não dá "o grito", mas o engendra, sua força é intelectual.— 
Estão presentes na reunião José Bonifácio de Andrada e Silva, com quem Maria Leopoldina interage, e Martim Francisco Ribeiro de Andrada, sentado. Com as mãos na mesa, ao lado do Patriarca da Independência, está Joaquim Gonçalves Ledo. Atrás de Martim Francisco, está José Clemente Pereira. Atrás de José Bonifácio, estão Caetano Pinto de Miranda Montenegro, Manoel Antônio Farinha, Lucas José Obes e Luiz Pereira da Nóbrega. Os conselheiros estão de uniforme, com calças claras e casacas verdes. A reunião dá-se na ausência de Dom Pedro, em viagem a São Paulo.
A intenção de Albuquerque foi representar o momento em que a princesa, sob o conselho de José Bonifácio, prepara uma carta a Dom Pedro, incentivando-o a encerrar a situação colonial brasileira. É nesta famosa carta que Maria Leopoldina escreve: "O pomo está maduro, colhe-o já, senão apodrece". Dom Pedro recebe a carta em 7 de setembro de 1822, data que marca o "Grito da Independência".
O quadro porta a seguinte legenda, numa referência direta à análise da independência realizada por Rocha Pombo:

Convocou-se o conselho de Estado para o dia 1 de setembro (ou 2), às 10 horas da manhã. Já estavam todos os ministros presentes no Paço. Fez José Bonifácio a exposição verbal do estado em que se achavam os negócios públicos, e concluiu dizendo que não era mais possível permanecer naquela dubiedade e indecisão, e para salvar o Brasil cumpria que se proclamasse imediatamente a sua separação de Portugal. Propôs, então, que se escrevesse a D. Pedro que sem perda de tempo pusesse termo, ali mesmo, em São Paulo, a uma situação tão dolorosa para os brasileiros.— 

## Contexto

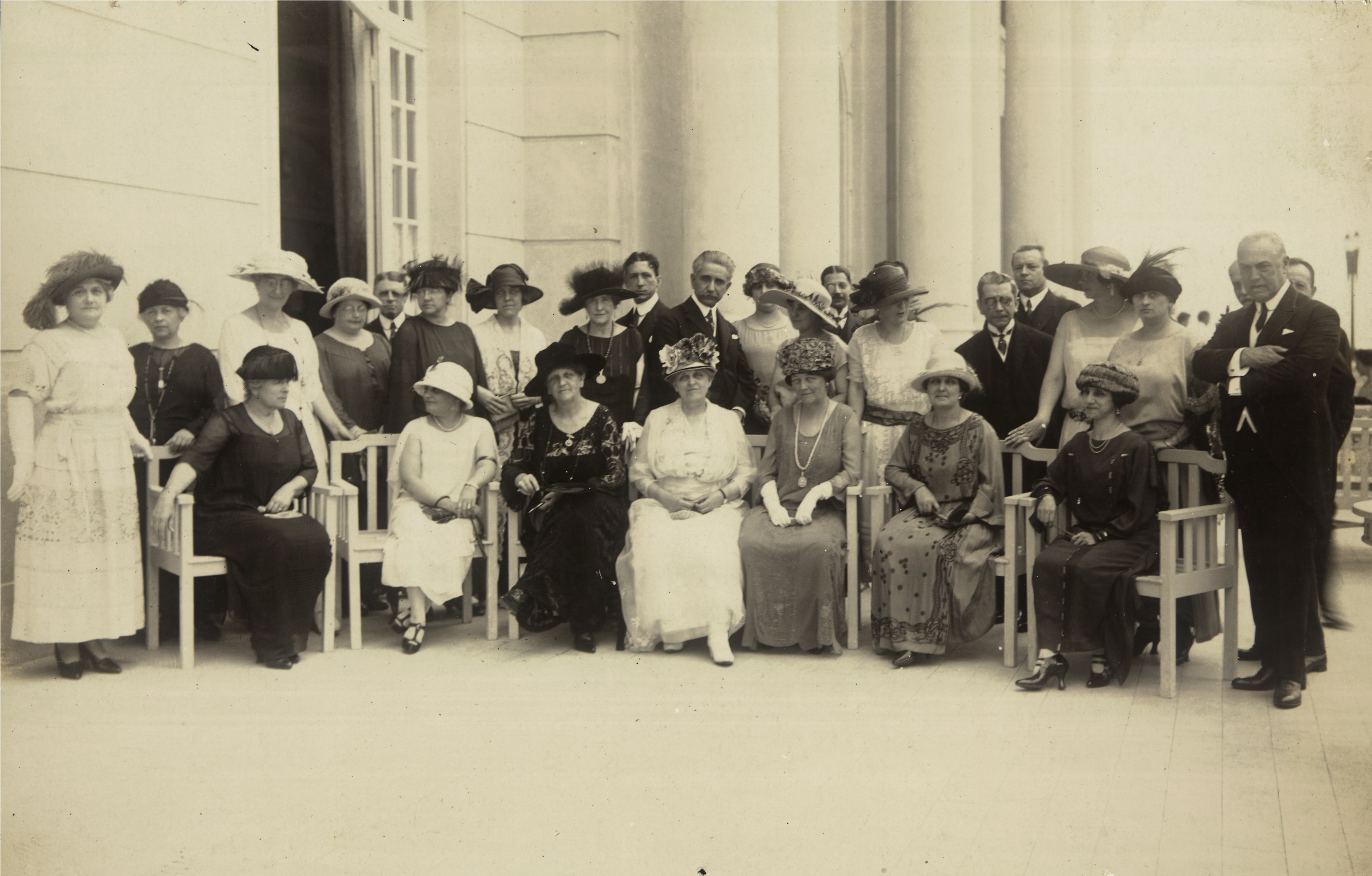
Primeiro Congresso Feminista do Brasil, em 1922.

Georgina de Albuquerque pintou Sessão do Conselho de Estado num período de disputa social pelo sufrágio feminino. Em 1922, Bertha Lutz e outras sufragistas organizaram o Primeiro Congresso Feminista do Brasil e fundaram a Federação Brasileira pelo Progresso Feminino. Esse contexto tem reflexo na confecção e interpretação da obra, como também na carreira da autora.
A pintura de Albuquerque, por mais que talvez não tivesse sido a intenção da artista, apoiou "a luta feminista pelo reconhecimento do direito da mulher ao voto e à cidadania plena [no início do século XX], ao retratar Leopoldina em plena ação política, decidindo os rumos do país [um século antes]". Por outro aspecto, os círculos acadêmicos e o mercado da pintura histórica eram praticamente exclusividade de artistas homens e, nessa circunstância, a trajetória de Albuquerque é marcada por "perseverança" e ruptura com a crença dominante de que "a submissão e o recato" eram as principais características das mulheres. Por isso, foi considerada uma forma de desafiar a predominância masculina no gênero academicista.
A pintura e exposição do quadro ocorreram quando Albuquerque já possuía reconhecimento de sua carreira artística. Seus trabalhos haviam sido destacados em salões nos anos anteriores de 1907, 1912, 1914 e 1919. Em 1920, participou de um júri acadêmico em competição artística, aliás foi a primeira mulher a participar num júri desse tipo no Brasil. Assim, em 1921, quando iniciou a produção de Sessão do Conselho de Estado, a pintora já tinha uma situação profissional estável e havia alcançado sucesso comercial.
Georgina de Albuquerque já havia feito, em pinturas da primeira quinzena do século XX, quadros sobre mulheres. Contudo, a presença de homens é um marco distintivo de Sessão do Conselho de Estado na produção da pintora. A representação da cena de 1822 foi realizada a partir de pesquisas na Escola Nacional de Belas Artes e no Instituto Histórico e Geográfico Brasileiro.
Em 1922, quando Albuquerque expôs pela primeira vez o quadro, ocorreu a Semana de Arte Moderna. Trata-se de um período de mudanças nos cânones artísticos, o que influenciou a pintora. Assim, a transição também está presente na tela, na medida em que combina o modernismo, movimento artístico em ascensão à época, e o academicismo, este já em declínio. Dentre as vanguardas modernistas, a pintora impressionista estadunidense Mary Cassatt foi uma influência para o quadro.

## Estilo

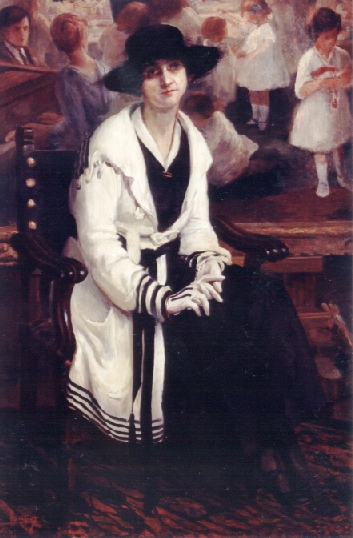
Georgina de Albuquerque retratada em pintura de Lucílio de Albuquerque.

Do ponto de vista estilístico, a pintura foi descrita como uma "ousadia contida". Isto porque, de um modo, "contraria claramente determinadas expectativas que orientam a visão comum a respeito do que deve ser uma pintura histórica", como o triunfalismo e o heroísmo masculino; de outro modo, indica uma "academização do impressionismo", pois, apesar de as cores e a técnica de pintura não serem academicistas, há elementos convencionais da pintura histórica na obra, em especial o enquadramento e a temática.
O óleo sobre tela congrega elementos de dois movimentos artísticos do Brasil, o modernismo e o academicismo. Características academicistas de Sessão do Conselho de Estado são: a temática histórica, o tipo de enquadramento clássico das personagens na cena, a dimensão da obra e certa busca pela fidedignidade nas feições das personalidades retratadas. Foram também identificadas influências impressionistas, como a diluição da realidade, em que, apesar de ser possível reconhecer as figuras, não são precisamente retratadas.
O encontro de influências de movimentos artísticos distintos na obra fez com que esta fosse definida como "uma solução de compromisso entre a temática acadêmica e o estilo impressionista, a caracterizar a 'discreta ousadia' […] de sua autora — conservadora na linguagem, audaz na subversão social e estética do gênero".
Sobre a opção estilística de Albuquerque a socióloga Ana Paula Cavalcanti Simioni escreveu:
Do ponto de vista formal, o mínimo que se pode dizer é que Georgina foi tímida, pois buscava essa solução de compromisso já repetidamente utilizada por artistas franceses os quais conheceu, ou como aluna ou como espectadora, em seu período de formação na França. Tais fórmulas, presentes ainda nos anos de 1980 em artistas denominados juste milieu foram absorvidas por vários outros artistas brasileiros como Visconti, Calixto, Amoedo, Décio Villares, Manoel Lopes Rodrigues, Firmino Monteiro, entre outros, constituindo-se como um patamar de atuação seguro, com um público relativamente estável, ou, em outras palavras, demonstrava um desejo de atualização, um gosto pelo moderno, mas sem grandes ânsias pela ruptura com o sistema acadêmico.— 

## Imaginário da Independência

Independência ou Morte, de Pedro Américo.

Sessão do Conselho de Estado marca um contraponto à obra academicista Independência ou Morte, de Pedro Américo, a mais conhecida representação pictórica do fim da situação colonial brasileira. Nesta, a proclamação da Independência é retratada a partir da heroicização de Dom Pedro, espada em riste, numa cena triunfal. Albuquerque contrapõe-se à representação de Américo por: adotar uma personagem central feminina; inverter a posição esperada entre as pessoas retratadas, em que os figurantes estão acima da protagonista; adotar um estilo impressionista; e atuar como mulher no campo da pintura histórica, normalmente de presença exclusiva dos homens.
A socióloga Ana Paula Simioni analisou que:
Leopoldina é representada como antípoda a seu marido: elegante, serena, com uma tranquilidade nobre, sua força não provém de características físicas tangíveis, mas de uma supremacia intelectual, corroborada na postura de um chefe de Estado. Pode-se imaginar que a artista quis introduzir a ideia que a princesa não "deu o Grito", mas o engendrou, deixando a seu marido o cuidado da simples execução da ação.— 
A representação da Independência na obra de Albuquerque não assume caráter bélico, "uma decisão provocada pelo ímpeto da indignação", mas como "resultado de um planejamento sereno, de uma articulação política realizada por diplomatas cuja força advém do intelecto estrategista, e não do vigor físico guerreiro". Isso contribui para uma linha historiográfica, que não apresenta o fim da situação colonial como uma ruptura, mas como um processo nacional paulatino, ao qual o Conselho de Estado garantiu coesão e estabilidade.

## Visão de Maria Leopoldina

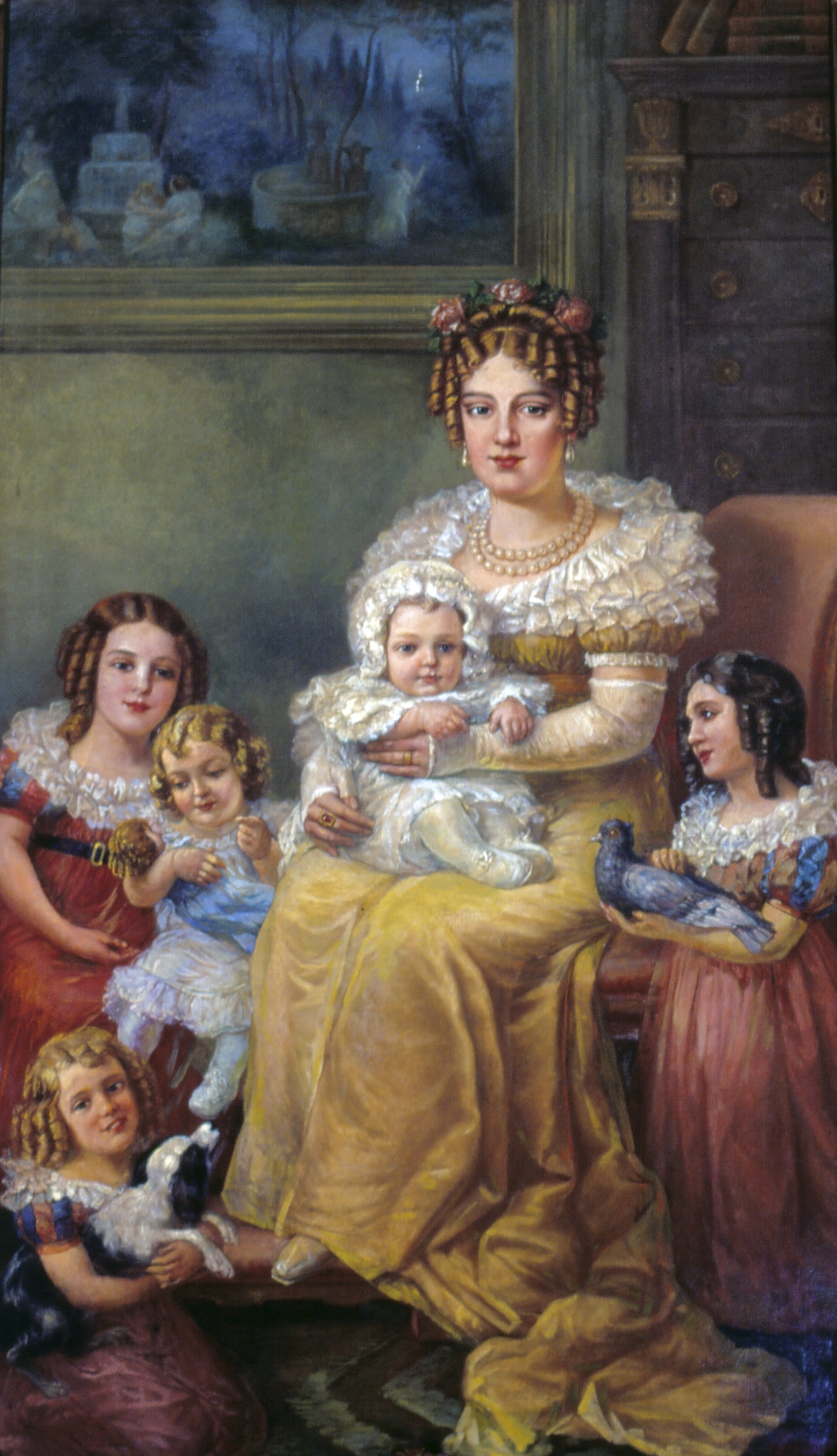
Retrato de Dona Leopoldina de Habsburgo e seus filhos (1921), de Domenico Failutti.

A pintura de Albuquerque contrapõe-se à obra Retrato de Dona Leopoldina de Habsburgo e seus filhos, de Domenico Failutti, também produzida para as celebrações do centenário da Independência do Brasil. As obras estabelecem uma "batalha visual", pelo modo como diferem na representação do papel de Maria Leopoldina.
Por um lado, em sua obra, Albuquerque pareceu ter ecoado a luta feminista ao posicionar a princesa no papel de sujeito histórico, contrariando a ideologia dominante de que às mulheres cabia unicamente a função doméstica. De certo modo, a pintura "masculiniza" a personagem retratada. Por outro lado, Failutti fez uma representação de Maria Leopoldina como uma estereotipada mãe virtuosa. Isso foi aliás uma opção declarada do então diretor do Museu Paulista Afonso d'Escragnolle Taunay, ao encomendar a pintura a Failutti. Nessa comparação, Sessão do Conselho de Estado define uma "nova mulher", contribuindo para modificar visões convencionais das relações de gênero.
A representação da princesa como protagonista da Independência, aliás, contrariou a convenção academicista de retratar mulheres como parábolas da nação, violentadas pela colonização. Icônico nesse sentido é o trabalho de Victor Meirelles, que representa o Brasil como uma indígena nua e morta, em Moema. Maria Leopoldina, na perspectiva de Albuquerque, não é vítima ou personagem passiva, mas agente do processo de ruptura com a situação colonial.

## Recepção
Sessão do Conselho de Estado foi apresentada publicamente na Exposição de Arte Contemporânea e Arte Retrospectiva do Centenário da Independência, iniciada em 12 de novembro de 1922. A pintura foi selecionada em 1923, juntamente com obras de Augusto Bracet, Helios Seelinger e Pedro Bruno, para ser comprada para o acervo público, o principal prêmio desse evento de belas artes cuja função era adquirir obras que remetessem à formação nacional do Brasil. A seleção foi realizada por Flexa Ribeiro, Archimedes Memória e Rodolfo Chambelland, com a principal tarefa de buscar novas representações iconográficas à interpretação histórica da independência. A obra de Albuquerque foi descrita, posteriormente, como "a mais importante" dessas novas representações.
A obra, em especial por conta de suas dimensões, levou Albuquerque a consolidar-se como uma expoente no movimento academicista do Brasil, em especial da Escola Nacional de Belas Artes, da qual se tornou diretora em 1952. Ademais, ela é considerada um exemplo por ter se firmado como pintora profissional num ramo até então fundamentalmente dominado por homens.

### Crítica
Na revista Ilustração Brasileira, o crítico de arte Ercole Cremona celebrou a pintura de Albuquerque como "um belo trabalho inspirado nos conceitos de Rocha Pombo", em que a pintora "emprestou toda a sua grande alma, todo o seu sentimento e a maravilhosa técnica ao quadro, onde há figuras movimentadas e bem desenhadas, atitudes resolvidas e gamas resolvidas com grande saber". Na Revista da Semana, foi dito que a obra fora realizada "em tela de grandes dimensões, inclinada ao gosto moderno, alegre aos olhos pela policromia, grata aos ânimos pelo assunto".
Em nota em O Jornal, foi registrado que: "A figura da princesa apresenta-se magnífica, na pureza de suas linhas e na nobreza da sua atitude". Em contraste, a José Bonifácio, em pé, aparentemente expondo a crise entre Coroa e Colônia a Maria Leopoldina, falta mais destaque. Foi assinalado que, na tela, há um erro historiográfico, considerado "grave": o uniforme deveria ter sido azul, na cor desse tipo de vestimenta no Primeiro Reinado, e na tela está em verde, cor do Império.